# Jean du Fay

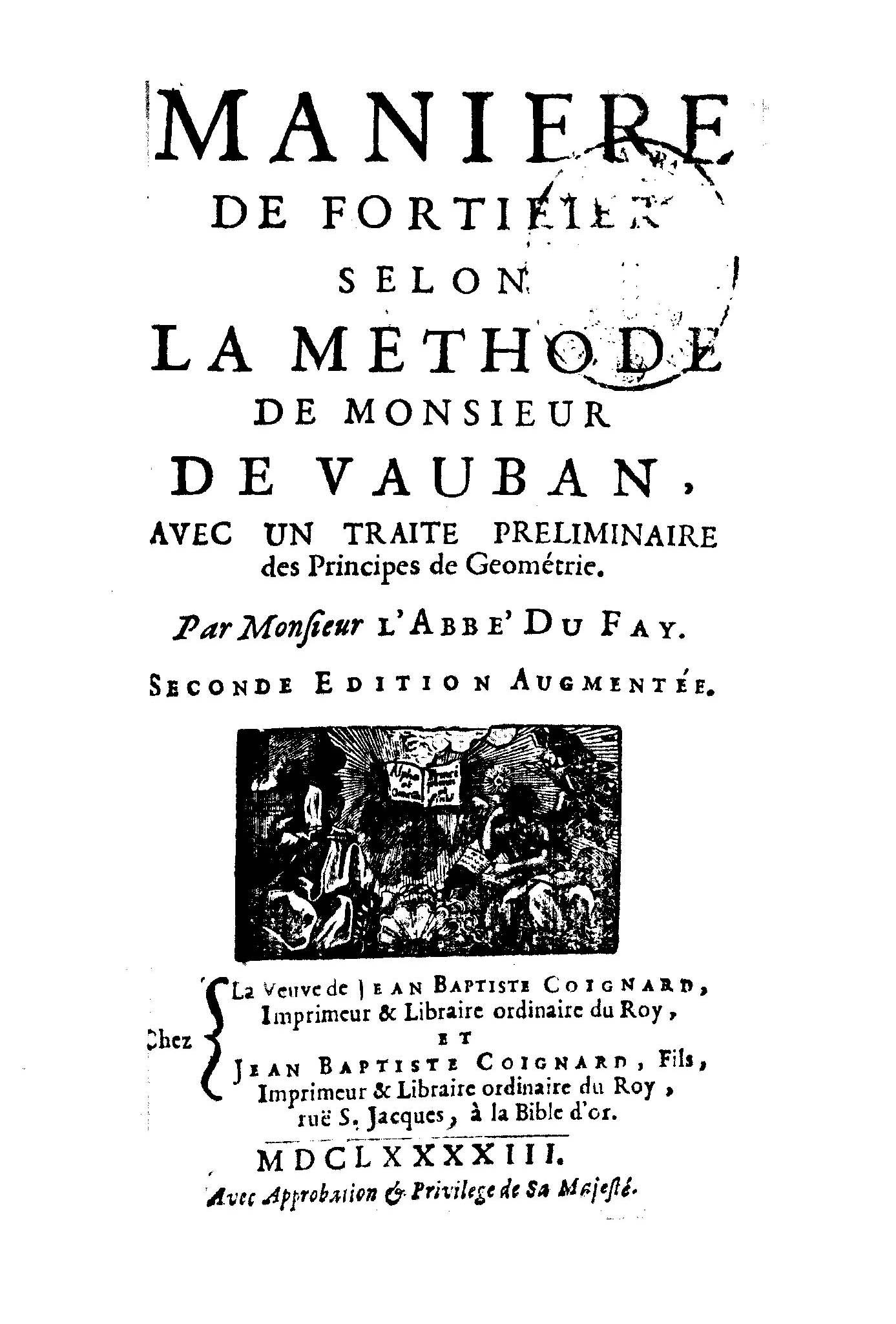
Maniere de fortifier selon la methode de monsieur de Vauban, 1693

Jean du Fay (1397 – 1472) è stato un matematico francese. Seguì de Vauban nella teoria della fortificazione.

## Opere
- (FR) Jean Du Fay, Maniere de fortifier selon la methode de monsieur de Vauban, Paris, Jean Baptiste Coignard (veuve), Jean Baptiste Coignard, 1693. URL consultato il 13 giugno 2015.